# ناحیه شمال شرقی جزیره پنانگ
ناحیه شمال شرقی جزیره پنانگ (به لاتین: Northeast Penang Island District) (مالایی: Daerah Timur Laut Pulau Pinang) یک ناحیه در ایالت پنانگ مالزی است. این ناحیه، نیمهٔ شمال شرقی جزیره پنانگ، از جمله جرج تاون، شهر مرکزی پنانگ را دربر گرفته است. مساحت آن بالغ بر ۱۲۲٫۷۹ کیلومتر مربع (۴۷٫۴۱ مایل مربع) بوده و جمعیت این ناحیه بنا بر آمار سال ۲۰۱۰، بالغ بر ۵۱۰٬۹۹۶ نفر می‌باشد. این ناحیه از سمت غرب با ناحیه جنوب غربی جزیره پنانگ هم‌مرز است.